# جوليان بيرد
جوليان بيرد (بالإنجليزية: Julianne Baird)‏ هي موسيقية ومؤلفة ومغنية وكاتِبة أمريكية، ولدت في 10 ديسمبر 1952 في ستيتسفيل في الولايات المتحدة.

## وصلات خارجية
- الموقع الرسمي
- جوليان بيرد على موقع ميوزك برينز (الإنجليزية)
- جوليان بيرد على موقع أول ميوزيك (الإنجليزية)
- جوليان بيرد على موقع ديسكوغز (الإنجليزية)